# Maman (chanson, 2025)
Pour les articles homonymes, voir Maman.
Ne doit pas être confondu avec la chanson du même nom de Louane, issue de l'album Chambre 12 et sortie en 2015.
Singles de Louane
Et si
(2024)
Chansons représentant la France au Concours Eurovision de la chanson
Mon amour
(2024)

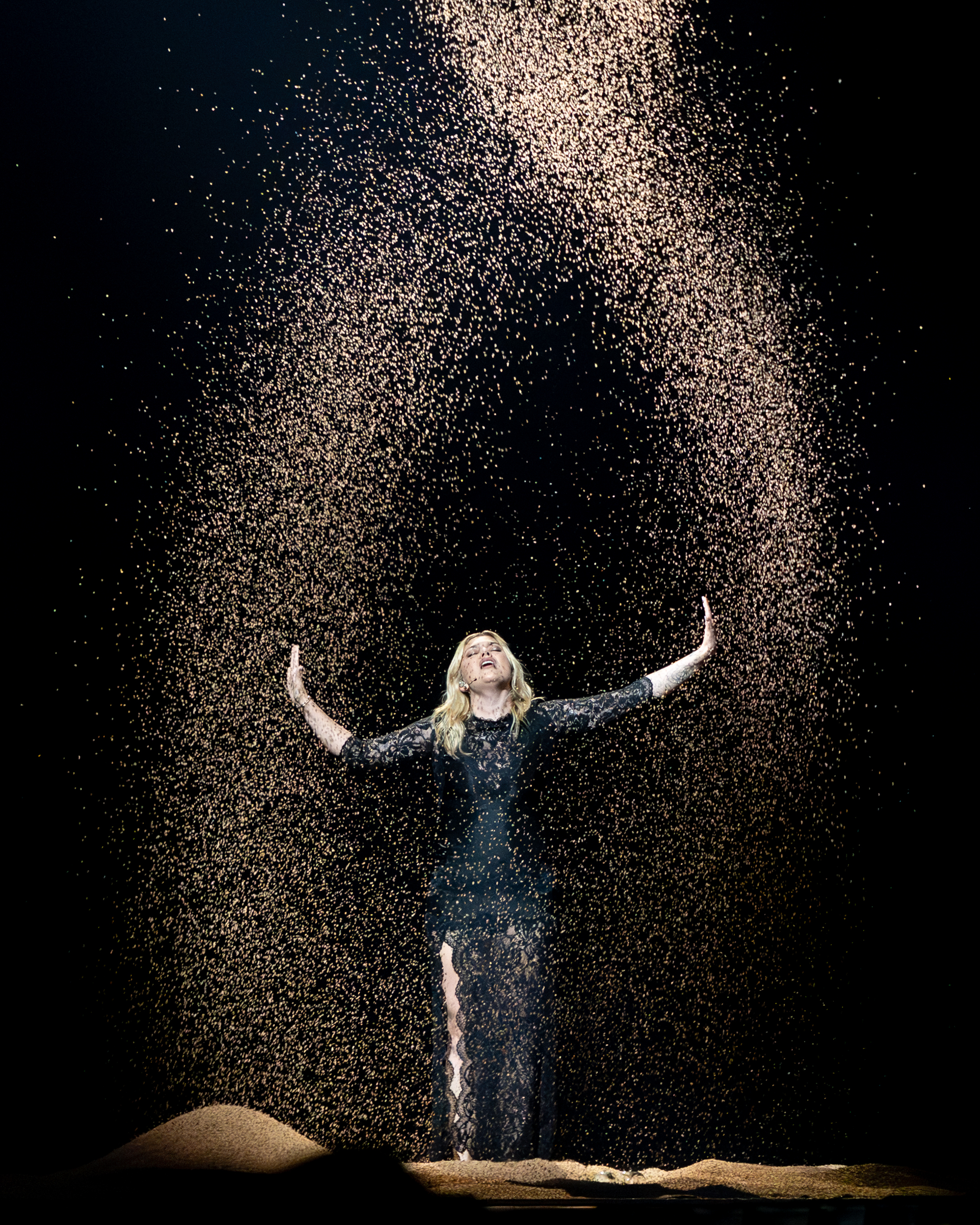
Louane représentant la France, à l'Eurovision 2025 à Bâle, en Suisse avec la chanson "Maman"

Maman est un single musical de la chanteuse française Louane. 
C'est avec cette chanson que Louane représente la France au Concours Eurovision de la chanson 2025 à Bâle, en Suisse, et arrive 7e.

## Histoire
Le radiodiffuseur français France Télévisions, via France 2, a officiellement annoncé sa participation au Concours Eurovision de la chanson 2025 le 30 août 2024. Le 30 janvier 2025, Louane est officiellement annoncée comme représentante du pays pour cette année. Le 15 mars 2025, elle révèle sa chanson sous le nom de Maman, et l'interprète au Stade de France, à la mi-temps du match France-Écosse du Tournoi des Six Nations 2025,.

## Eurovision 2025
Le Concours Eurovision de la chanson 2025 se déroule à la Halle Saint-Jacques à Bâle, en Suisse, et consiste en deux demi-finales qui se tiennent aux dates respectives du 13 et du 15 mai et en une finale le 17 mai 2025. La France étant membre du « Big Five », la chanson Maman s'est automatiquement qualifiée pour la grande finale.

## Distinctions
- Prix Marcel-Bezençon de l'Eurovision 2025 :
  - Prix de la presse
  - Prix de la meilleure performance artistique